# Izlake
Izlake este o localitate din comuna Zagorje ob Savi, Slovenia, cu o populație de 1.146 de locuitori.